# Antoniuskapelle (Prägraten am Großvenediger)

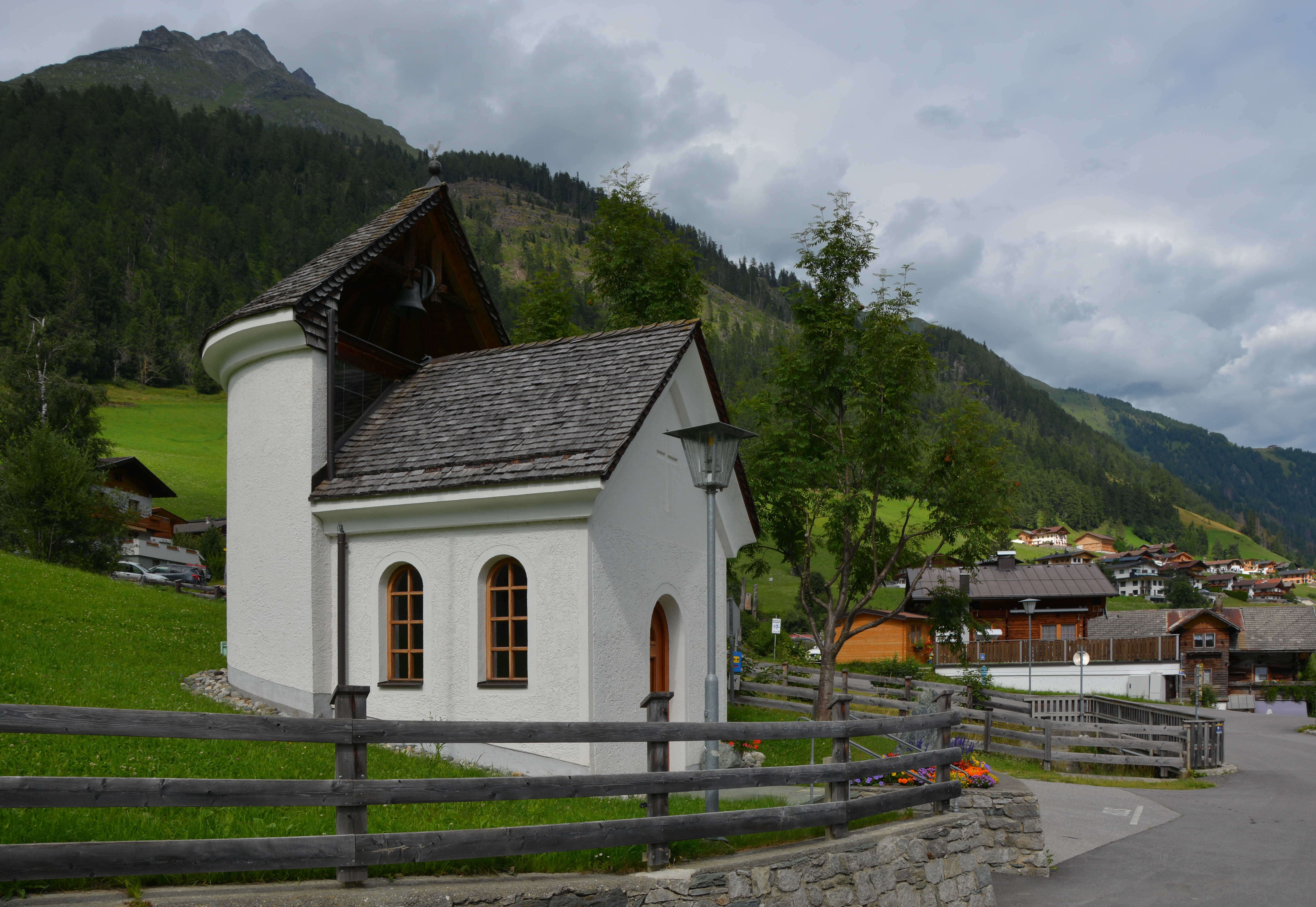
Die Antoniuskapelle von Südwesten

Die Antoniuskapelle ist eine römisch-katholische Kapelle der Pfarre Prägraten in der Fraktion St. Andrä, dem Hauptort der Gemeinde Prägraten am Großvenediger im Bezirk Lienz (Tirol). Die Kapelle stammt aus den späten 1990er Jahren.

## Lage
Die Antoniuskapelle liegt am rechten Ufer des Timmelbachs. Die Kapelle befindet sich dabei nördlich einer Straße, die die Ortschaft St. Andrä über die Brücke mit dem Nachbarort Wallhorn verbindet. Die Kapelle liegt leicht erhöht in rund 1.345 Metern Seehöhe auf einem ansteigenden Wiesengelände und ist über eine kleine Treppenanlage erreichbar.

## Geschichte

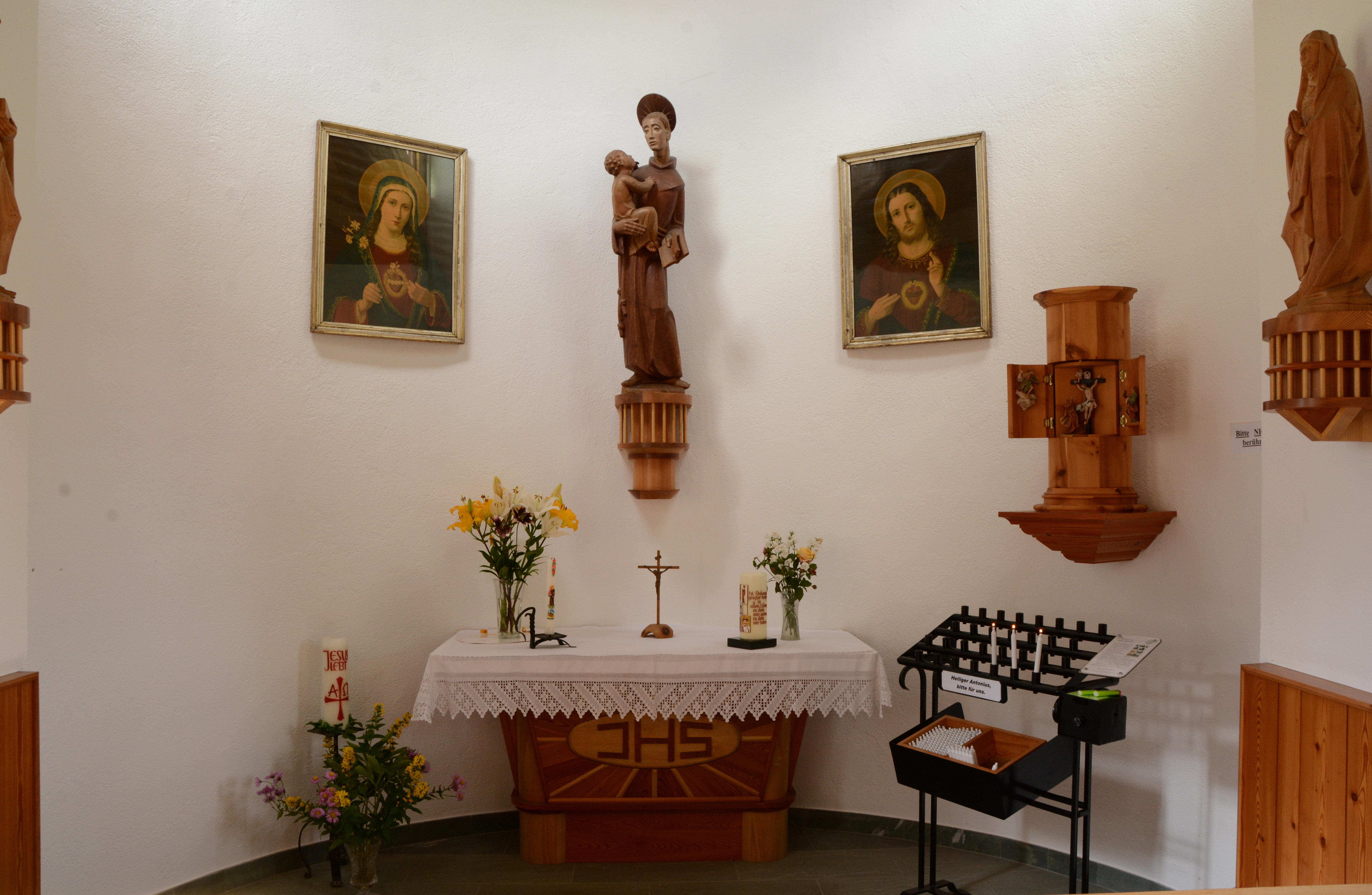
Altarraum der Antoniuskapelle

Die Kapelle geht auf einen Vorgängerbau zurück, der in den 1930er Jahren von Andreas Kröll auf Grund eines Gelöbnisses im Ersten Weltkrieg errichtet worden war. Am 21. Jänner 1951 wurde die Kapelle von einer Lawinen des Timmelbaches zerstört. Eine in ihr betende Frau kam durch die Lawine ums Leben. Zwischen 1996 und 1997 ließen Elisabeth und Chrysanth Berger den heutigen Kapellenbau errichtet, wobei das Planungsbüro Steiner aus Matrei beteiligt war. Die Segnung der Antoniuskapelle erfolgte am 13. Juni 1997.

## Kapellenbau und Einrichtung
Die Kapelle wurde als Betonbau über rechteckigem Grundriss und steilem, schindelgedeckten Satteldach errichtet. Der Sakralbau besitzt einen turmartig erhöhten Rundchor mit offenem Dachstuhl, der von einem Glockenträger mit Kugel und Wetterhahn überragt wird. Der Eingang in die Kapelle erfolgt giebelseitig durch ein Rundbogenportal mit Holztür, die Längswände sind jeweils von zwei Rundbogenfenstern durchbrochen. Die Außenwände der Kapelle wurden in weißem Rauputz ausgeführt. Lediglich das Giebelfeld mit Kreuzsymbol, die Hohlkehlen und die durch Rahmen gegliederten Wandöffnungen wurden durch Glattputz akzentuiert.
Im Inneren wird die zweijochige, stark durchlichtete Kapelle durch die sichtbare Dachkonstruktion und den überhöhten Chorbereich geprägt. Der Fußboden besteht aus Natursteinplatten, die im Altarbereich eine Stufe höher ausgeführt wurden. Der Altarbereich besteht aus dem konisch geschnittene Altartisch mit einer darüber befindlichen, hölzernen Statue des hl. Antonius mit Jesuskind und Buch. Flankiert wird der Altar von zwei weiteren hölzernen Statuen des Josef (?) bzw. Maria (?). Des Weiteren ist die Kapelle mit zwei Gemälden (Maria und Jesus) sowie einer aufklappbaren, hölzernen Kreuzszene ausgestattet. Die Antoniusstatue stammt aus dem 1951 zerstörten Vorgängerbau und konnte fast unversehrt aus den Schneemassen geborgen werden. Ebenso stammt die Maria-Hilf-Glocke aus der zerstörten Kapelle.